# Wałentyn Starcew
Wałentyn Pantelijowycz Starcew, ukr. Валентин Пантелійович Старцев, ros. Валентин Пантелеевич Старцев, Walentin Pantielejewicz Starcew (ur. 21 marca 1951) – ukraiński piłkarz, grający na pozycji pomocnika lub napastnika, trener piłkarski.

## Kariera piłkarska
W 1969 rozpoczął karierę piłkarską w klubie Szachtar Swerdłowśk. W następnym roku został piłkarzem Łokomotywu Chersoń. W 1971 został powołany do wojska, gdzie służył w wojskowym klubie SKA Odessa. Po zwolnieniu z wojska w 1973 powrócił do Łokomotywu Chersoń. Po dłuższej przerwie bez gry w 1978 powrócił do chersońskiego klubu, który już nazywał się Krystał Chersoń. W 1982 zakończył karierę piłkarza.

## Kariera trenerska
Po zakończeniu kariery piłkarskiej rozpoczął pracę szkoleniowca. W 1989 dołączył do sztabu szkoleniowego Krystału Chersoń, gdzie pomagał trenować piłkarzy klubu. W maju 1991 został mianowany na stanowisko głównego trenera Krystału, którym kierował do końca roku.